# أوليفر ماكور
أوليفر ماكور (بالإنجليزية: Oliver Makor)‏ (مواليد 9 أكتوبر 1973 في مونروفيا) لاعب كرة قدم ليبيري دولي يجيد اللعب في خط الوسط . يلعب لصالح نادي يونيكوس اليوناني .

## روابط خارجية
- أوليفر ماكور على موقع الاتحاد الدولي (مؤرشف)  (الإنجليزية)
- أوليفر ماكور على موقع قاعدة بيانات كرة القدم.إي يو (الإنجليزية)
- أوليفر ماكور على موقع ناشيونال فوتبول تيمز (الإنجليزية)
- أوليفر ماكور على موقع Soccerway.com (الإنجليزية)
- أوليفر ماكور على موقع كووورة